# Ninni Cassarà
Antonino Cassarà, más conocido como Ninni Cassarà (Palermo, 7 de mayo de 1947 - Palermo, 6 de agosto de 1985), fue un oficial de policía italiano asesinado por la Cosa Nostra.

## Carrera
Natural de Palermo, llegó a ser comisario de la Polizia di Stato en Reggio Calabria y luego en Trapani, donde conoció al juez Giovanni Falcone. Fue entonces superintendente adjunto en vigor en el cuartel general de la Policía de Palermo y subdirector de la brigada. En 1982 trabajó en las calles de Palermo junto al agente Calogero Zucchetto, como parte de las investigaciones sobre los clanes de la Cosa Nostra. En una de estas ocasiones Cassarà y Zucchetto reconocieron a los dos asesinos fugitivos Pino Greco y Mario Prestifilippo, pero no pudieron arrestarlos porque huyeron.
Entre las numerosas operaciones en las que participó, muchas de las cuales llevadas a cabo con el comisario Giuseppe Montana, se encontraba la conocida operación "Conexión Pizza", en colaboración con las fuerzas policiales de los Estados Unidos. Cassarà fue un estrecho colaborador de Giovanni Falcone y del denominado grupo antimafia del Ministerio Público de Palermo, ayudando con sus investigaciones a la instrucción del Maxi Proceso que juzgó a buena parte de la cúpula mafiosa. Casado y padre de tres hijos, fue asesinado por la mafia en 1985 a la edad de 38 años.

## Asesinato
El 6 de agosto de 1985 regresaba de la jefatura de policía a su domicilio en la Via Croce Rossa 81 de Palermo a bordo de un Alfa Romeo Alfetta y escoltado por dos agentes. Tras apearse del coche para alcanzar la puerta de su domicilio, un grupo de hombres armados con fusiles AK-47, colocados en las ventanas y pisos del edificio de enfrente disparó contra el grupo.
El agente Roberto Antiochia, que se había bajado del coche para abrir la puerta en Cassarà, fue golpeado violentamente por los disparos y cayó al suelo frente a la puerta de entrada del edificio. Natale Mondo, el otro agente escolta, salió ileso ya que logró refugiarse bajo el coche, mientras este era acribillado a tiros por los asesinos (sería asesinado posteriormente el 14 de enero de 1988).
Cassarà murió en las escaleras de la casa en brazos de su esposa Laura, quien rompió a llorar tras ver lo sucedido con su hija desde el balcón de su casa. Antonino Cassarà fue enterrado en el cementerio de Sant'Orsola en Palermo. Tras el asesinato (o al mismo tiempo que éste) su agenda desaparece en la comisaría, donde se presume que se anotó información importante.
El 17 de febrero de 1995 se condenó a cinco componentes de la cúpula mafiosa (Totò Riina, Bernardo Provenzano, Michele Greco, Bernardo Brusca y Francesco Madonia) como autores intelectuales del crimen.